# Interferómetro de neutrones
En física, un interferómetro de neutrones es un dispositivo capaz de generar difracción con neutrones, lo que permite explorar la naturaleza ondulatoria de los neutrones y otros fenómenos relacionados.

## Interferometría
La interferometría depende inherentemente de la naturaleza ondulatoria de las partículas proyectadas. Como señaló louis-Victor de Broglie en su tesis doctoral, las partículas, incluidos los neutrones, pueden comportarse como ondas (por la llamada dualidad onda corpúsculo, ahora explicada en el marco general de la mecánica cuántica). La función de onda de las rutas de interferometría individuales se crean y recombinan de manera coherente, lo que necesita la aplicación de la teoría dinámica de la difracción. Los interferómetros de neutrones son la contraparte de los interferómetros de rayos X y se utilizan para realizar estudios cuantitativos o posibles aplicaciones relacionadas con la radiación por neutrones térmicos.

## Aplicaciones
En 1975, Werner y Overhauser demostraron cambios de fase cuánticos en las ondas de neutrones debidos a la gravedad. El interferómetro fue orientado de manera que dos trayectorias se encontrasen a diferentes alturas en el campo gravitacional de la Tierra. El interferómetro fue lo suficientemente sensible como para detectar el cambio de fase debido a diferentes aceleraciones. El cambio de fase se origina por diferencias de dilatación del tiempo en los dos caminos.

## Construcción
Al igual que los interferómetros de rayos X, los interferómetros de neutrones suelen estar fabricados a partir de un único cristal grande de silicio, a menudo de 10 a 30 centímetros o más de diámetro y de 20 a 60 cm o más de longitud. La moderna tecnología de semiconductores permite hacer crecer fácilmente bolas de silicio monocristalino de gran tamaño. Dado que la bola es un monocristal, sus átomos están alineados con precisión en todo su interior, dentro de pequeñas fracciones de un nanómetro o un ángstrom. El interferómetro se crea eliminando todas menos tres rebanadas de silicio, mantenidas en perfecta alineación por una base. Los neutrones inciden en el primer corte, donde, por difracción a través de la retícula cristalina, se separan en dos haces. En el segundo corte, se difractan nuevamente y dos haces continúan hasta el tercer corte. En el tercer corte, los haces se recombinan, interfiriendo de forma constructiva o destructiva, completando el interferómetro. Sin la alineación precisa a nivel de angstrom de los tres cortes, los resultados de la interferencia no serían significativos.

## Neutrones fríos
Los primeros experimentos con interferómetros de neutrones se realizaron en la década de 1980. Los experimentos con neutrones fríos son posteriores.
En la década de 2010 se diseñó y puso en funcionamiento con éxito un interferómetro de neutrones para neutrones fríos y ultrafríos. Los componentes ópticos para los neutrones se componen aquí de tres rejillas. Se producen artificialmente mediante holografía, es decir, mediante una configuración de interferencia de dos ondas ópticas de luz que iluminan un polímero refractivo de fotoneutrones. La estabilidad mecánica y las tasas de conteo son cruciales para tal experimento. Por tanto, se necesitan dispositivos ópticos eficientes, térmica y mecánicamente estables.